# جويل ألفاريز
جويل ألفاريز غونزاليس (بالإسبانية: Joel Álvarez González؛ مواليد 2 مارس 1993) هو مُقاتل فنون قتالية مختلطة إسباني.

## وصلات خارجية
- جويل ألفاريز على موقع يو إف سي (الإنجليزية)
- جويل ألفاريز على موقع شيردوغ (الإنجليزية)
- جويل ألفاريز على موقع Tapology.com (الإنجليزية)